# Cirrhitichthys falco
Cirrhitichthys falco is een straalvinnige vissensoort uit de familie van de koraalklimmers (Cirrhitidae). De wetenschappelijke naam van de soort werd in 1963 gepubliceerd door John E. Randall.